# Hypobromiet

Structuurformule van het hypobromiet-anion.

Het hypobromiet-ion is een oxoanion van broom, met als brutoformule BrO−.
Hypobromieten zijn de zouten en esters afkomstig van waterstofhypobromiet of onderbromigzuur (HBrO). Er bestaan maar weinig verbindingen met het hypobromiet-ion in hun structuur. Broom bevindt zich in deze verbindingen in oxidatietoestand +I.

## Synthese
Hypobromieten kunnen wordt bereid door een auto-redoxreactie van dibroom met een hydroxide:
{\displaystyle {\ce {Br2 + 2OH- -> Br- + BrO- + H2O}}}
Deze bereidingsreactie is analoog aan deze van de hypochlorieten.

## Eigenschappen
Hypobromieten zijn weinig stabiel. Ze ontleden gemakkelijk tot bromaten en bromiden:
{\displaystyle {\ce {3BrO- -> BrO3- + 2Br-}}}
Deze ontledingsreactie gaat reeds bij 20°C snel door.